# Legge di Koomey
La legge di Koomey, che prende il nome dal suo creatore Jonathan Koomey, descrive una tendenza a lungo termine nella storia dei calcolatori: per circa mezzo secolo, il numero di calcoli per joule di energia dissipata è raddoppiato ogni 1,57 anni circa. Il professor Jonathan Koomey ha descritto questa tendenza in uno studio del 2010, in cui scrisse che: "la quantità di batteria necessaria per svolgere un certo carico computativo sarà dimezzata ogni anno e mezzo."

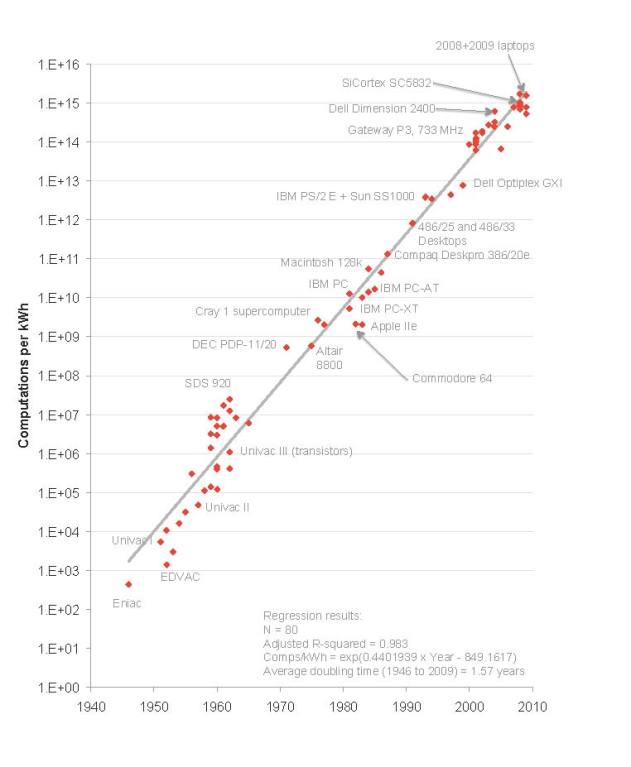
Numero di calcoli per kWh, dal 1946 al 2009

Questo andamento è stato sorprendentemente stabile fin dagli anni '50 (con un R2 superiore al 98%). Ma nel 2011, Koomey ha riesaminato questi dati e ha scoperto che dopo il 2000 il periodo in cui avveniva il raddoppiamento era aumentato, fino ad accadere approssimativamente una volta ogni 2,6 anni. Ciò è correlato al rallentamento della legge di Moore, riguardante l'abilità di costruire transistori sempre più piccoli, e anche al raggiungimento del limite finale (avvenuto verso il 2005) della scala di Dennard, riguardante l'abilità di costruire transistori con potenza specifica costante sempre più piccoli.
Koomey ha scritto: "La differenza tra questi due tassi di crescita è sostanziale. Un raddoppio ogni anno e mezzo equivale a un aumento di efficienza di 100 volte ogni 10 anni. Un raddoppio ogni due anni e mezzo porta a un aumento di sole 16 volte nello stesso tempo."

## Implicazioni
Le implicazioni della legge di Koomey sono che la quantità della batteria richiesta per un dato carico computazionale si riducono di un fattore di 100 ogni dieci anni; ciò si traduce in una relativa e graduale diminuzione dei costi di energia, che stanno diventando un fattore sempre crescente nell'economia dei centri di elaborazione dati. L'importanza della legge di Koomey si rivede anche in altre applicazioni più comuni: mano a mano che i dispositivi di elaborazione diventano più piccoli e più mobili, questo trend può risultare ancora più importante dei miglioramenti nella semplice potenza di calcolo.

## Storia
Koomey è l'autore principale dell'articolo pubblicato negli Annali della IEEE della Storia della Elaborazione che per primo ha documentato il trend. Più o meno allo stesso tempo, Koomey ha pubblicato un breve articolo su questo tema in IEEE Spectrum.
Questo tema è stato ulteriormente discusso nella MIT Technology Review, in un post di Erik Brynjolfsson sul blog "Economics of Information" (Economia dell'Informazione) e su The Economist online.
Il trend era precedente conosciuto per i processori di segnale digitale (DSP) ed era conosciuto come "Legge di Gene" da Gene Frantz, un ingegnere elettrico alla Texas Instruments. Frantz aveva documentato che la dissipazione di potenza nei DSP si riduceva alla metà ogni 18 mesi, su un periodo di 25 anni.

## La fine della legge di Koomey
Per la seconda legge della termodinamica e il principio di Landauer, l'elaborazione irreversibile non può continuare a diventare più efficiente energicamente per sempre. Al 2011, i computer hanno un'efficacia computazionale di approssimativamente 0,00001%. Supponendo che l'efficacia energica computazionale continuerà a raddoppiare ogni 1,57 anni, il limite Landauer sarà raggiunto nel 2048; così, dopo il 2048, la legge di Koomey non potrà più essere applicata.
Il principio di Landauer, comunque, non limita l'efficienza dell'elaborazione reversibile per il teorema di Margolus–Levitin e il principio di Landauer, il quale limita la validità della legge di Koomey per i prossimi 125 anni circa.